# 瓦窑镇 (新沂市)
瓦窑镇，是中华人民共和国江苏省徐州市新沂市下辖的一个乡镇级行政单位。

## 行政区划
瓦窑镇下辖以下地区：
瓦窑村、马庄村、街集村、吕庄村、周庄村、袁林村、王刘村、双庙村、柳集村、大山村、大新村和房庄村。